# Chevrolet Biscayne
Chevrolet Biscayne este un model de mașină produs de firma Chevrolet între anii 1958-1972.

## Istoria
Numit după o mașină prezentată la General Motors Motorama în 1955, Biscayne a fost cel mai ieftin model de această clasă produs de Chevrolet(mai puțin în 1958, când au fost incluse în această clasă și Delray, Bel Air, Impala și Caprice.
Inițial, Chevrolet Biscayne a fost conceput doar pentru agenții guvernamentale sau afaceriști, dar s-au cumpărat și de oameni de rând, drept mașini ieftine, rapide și care nu se pot personaliza. Cele mai multe modele Biscayne au fost vândute cu motor cu 6 cilindri, până în 1960, în anii '70 au fost construite (în număr de 76,800 exemplare) cu motor V8. În 1970, servo direcția și servo frânele au devenit accesorii standard, pe când transmisia TurboHydramatică și motorul V8 au devenit standard doar peste un an.
Precum Bel Air, Biscayne  se putea distinge ușor, datorită celor două stopuri, diferit modelele mai scumpe de Impala și Caprice care aveau trei stopuri. Nu s-au mai folosit pentru exterior la fel de multe elemente cromate, precum la modelele precedente. Interiorul se putea personaliza cu elemente precum piele, covorașe de cauciuc, volan de lux cu claxon și scaune din buret, tapetate.
Totuși, de remarcat este absența multor elemente de interior care se găseau la mult mai scumpul model, Bel Air și în număr mai mic la Impala.

### Biscayne Fleetmaster
În 1960, a fost prezentat un nou model, Biscayne Fleetmaster. Conceput doar pentru organizații guvernamentale, s-a renunțat la cotiere pentru uși, aprinzător de tigăei și oglinda de la parasolare. Mașina a fost în mare parte vopsită argintiu, de cât cromată. Mașina era disponibilă cu 2 si 4 uși și a fost cumpărată în special de poliție, pentru că era ieftină și ușoară.
La acest model s-a renunțat în 1961.

### Sfârșitul modelului
În 1972, Statele Unite au renuțal la fabricarea modelului Biscayne, în Canada, modelul a supraviețuit până în 1975 (cu un motor de 350in³, motor V8 și transmisie TurboHydramatică.